# یانووو (گمینا ناروکا)
یانووو (به لاتین: Janowo) یک روستا در لهستان است که در گمینا ناروکا واقع شده‌است.